# Pritchardia aylmer-robinsonii
Pritchardia aylmer-robinsonii е вид растение от семейство Палмови (Arecaceae). Видът е критично застрашен от изчезване.

## Разпространение
Растението се среща в САЩ.